# Allen Boyd

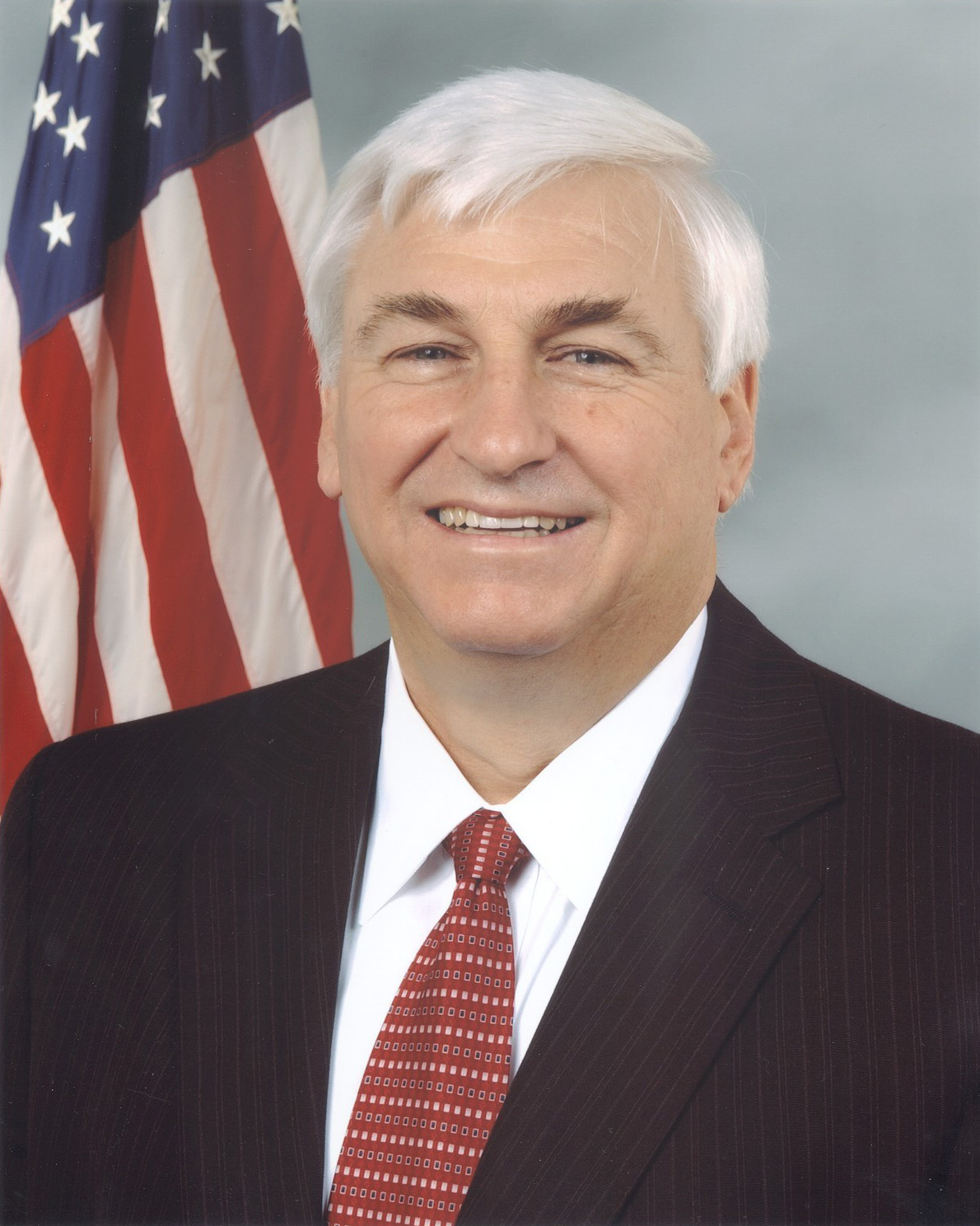
Allen Boyd

Fred Allen Boyd Jr. (* 6. Juni 1945 in Valdosta, Georgia) ist ein US-amerikanischer Farmer, Kriegsveteran und Politiker der Demokratischen Partei. Von 1997 bis 2011 war er Mitglied des US-Repräsentantenhauses für Florida.

## Biografie
Allen Boyd wurde in Valdosta als Sohn von Margaret Elizabeth Finlayson und Fred Allen Boyd geboren. Er studierte an der Florida State University. Nach dem Ende seines Studiums 1969 war er als First Lieutenant für die US Army im Vietnamkrieg im Einsatz.
Boyd war von 1989 bis 1997 Abgeordneter im Repräsentantenhaus von Florida. 1997 konnte er mit 64 % der Stimmen das Mandat im Repräsentantenhaus der Vereinigten Staaten erlangen. Dort vertrat er den zweiten Kongressdistrikt von Florida. Er war Nachfolger von Pete Peterson. 1998 wurde er ohne Gegenkandidat im Amt bestätigt. Sein Mandat konnte er bei den folgenden Wahlen (2000, 2002, 2004, 2006 und 2008) jeweils verteidigen. Mit nur 41 % der Stimmen wurde er bei den Wahlen 2010 nicht mehr ins Repräsentantenhaus gewählt. Sein Nachfolger wurde der Republikaner Steve Southerland.
Er war einer der 81 demokratischen Abgeordneten des Repräsentantenhauses, die am 10. Oktober 2002 für den Irakkrieg stimmten.
Allen Boyd ist verheiratet und hat drei erwachsene Kinder (zwei Söhne und eine Tochter). Am 30. September 2009 reichte seine Frau die Scheidung ein. Er lebt in Monticello und ist dort in der fünften Generation als Landwirt tätig.